# 友情2006
友情2006は2006年12月に行われた、中華人民共和国とパキスタンによる、反テロを名目とした合同軍事演習。演習はカシミールに近いパキスタン北部で行われた。
この演習については、反テロを目的とするには規模が小さく、パキスタンと連携して、インドと米国の同盟にくさびを打ち込むという政治的意図を見る意見がある。
一方、この演習は、東トルキスタンの解放を目指すウイグル人を主体とした東トルキスタン・イスラム解放組織 (ETIM) を意識したものと考えられる。実際、直後の2007年1月にはETIMに対する大規模な鎮圧作戦が実行された。